# Атакора
7°25′ пн. ш. 0°40′ сх. д. / 7.417° пн. ш. 0.667° сх. д.
Атакора, Того, Аквапім (фр. Chaîne de l'Atacora; англ. Togo Mountains; Akwapim Hills) — гірський ланцюг середньовисоких гір на території Верхньої Гвінеї, Західна Африка. Часто під горами Атакора розуміють лише північну частину гірської системи, що у вигляді двох паралельних гряд простягнулась на півночі Того і Беніну.

## Орографія
Хребти Атакора простягнулися дугою з південного заходу на північний схід, від місцевості на північ від Аккри в Гані, далі, через кордон Того і Беніну до Буркіна-Фасо. Середня висота гір — 600 метрів над рівнем моря. Найвища вершина — гора Агу (фр. Mont Agou; нім. Mont Baumann; 986 м), є найвищою вершиною держави Того. Вершина Афаджато (англ. Mount Afadja; 885 м) є найвищою вершиною Гани, а гора Сокбаро (фр. Mont Sokbaro; 658 м), на кордоні Того й Беніну, найвища точка останнього.

## Геологія
Гори Атакора є частиною великого Гвінейського бар'єру, що відокремлює узбережжя Гвінейської затоки від внутрішньої частини Африки — крайове підняття, розбитого збросами докембрійського пенеплену Дагомейсько-Нігерійського кристалічного щита (1735 м). Тектонічно гори є антиклінальним валом, на захід від яких синекліза Вольта заповнена морськими відкладами силурійського періоду. Гори складені сланцями, пісковиками і кварцитами.
|          |               |             |
| Гора Агу | Гора Афаджато | Гори в Гані |

На півдні гір, поблизу ганської Аккри відмічались землетруси, які пов'язані з розломами підводного Кот-Дивуарського грабену, перекритого осадовими відкладами, так і з розломами древньої синеклізи Вольта У 1906 році 20 листопада фіксувався землетрус у точці 6,5° пн. ш. і 1,0° сх. д., що спричинив сильні руйнування; 22 червня 1939 року у точці 5,2° пн. ш. і 0,0° сх. д., що спричинив не тільки руйнування, але й смерть 17 осіб, поранення 146.

## Клімат
Південна частина гір лежить у екваторіальному кліматичному поясі, а північна — у субекваторіальному. М'який, нежаркий і вологий гірський клімат. Влітку перенос вологого повітря з Атлантики углиб материка призводить до дощового сезону. У кліматичному плані гори Атакора відрізняються підвищеним рівнем атмосферних опадів, у порівнянні з прилеглими рівнинами, і утворюють своєрідний кордон між північно- й південносуданською ландшафтними зонами. Взимку північна частина гір зазнає посушливого впливу постійних вітрів з Сахари — харматанів.

## Гідрографія
Гори слугують головним вододілом, на захід від якого знаходиться басейн річки Вольта (Пенджарі (Оті)), а на схід басейни або приток Нігеру на півночі (Мекру), або річок, що несуть свої води до Атлантичного океану (Сіо, Моно, Веме). Головна річка Беніну — Веме (англ. Weme; 480 км) бере початок у горах й тече меридіанально на південь до Бенінської затоки.

## Рослинність і ґрунти
На більшості схилів розвинені дуже податливі до ерозії червоні латеритні ґрунти, що нерідко змінюються безплідними ділянками. На схилах можна зустріти конуси делювію.
Південні схили гір частково вкриті вологими тропічними лісами нігеро-конголезької формації західно-африканської області палеотропічного флористичного царства, що колись являли собою пишну багату на тропічні види зелену гілею з 500 великих і 1 тис. малих дерев на 1 га. На півдні тепер це здебільшого залишки деградованих листопадних вологих лісів, проте у північній частини ліси досить непогано збереглися. Дерева представлені панданусами (Pandanus) й фікусами (Ficus), окремими гіменокардіями (Hymenocardia acida). Багато цінних порід дерев з червоною деревиною. У перемінно-вологих тропічних лісах зустрічаються представники родини двукрилоплодних (Dipterocarpaceae): роди Monotes і Marquesia; родини пандові (Pandaceae): вид Panda oleosa; кава ліберійська (Coffea liberica); фікус Валлі-Шу (Ficus Vallis-Choudae).
|                          |                 |               |                         |                |
| Червоні латеритні ґрунти | Шлях крізь гори | Гори у Беніні | Савана північних схилів | Селище у горах |

## Тваринний світ
Зоогеографічно південна частина гір належить до Гвінейсько-Конголезької, а північна — до Східно-Африканської підобласті Ефіопської зоогеографічної області.
Історично гори були місцем проживання рідкісного строкатого вовка (Lycaon pictus), який тут більше не зустрічається.

## Населення
Населення гір незначне. Кліматичні умови створюють сприятливі умови для екстенсивного землеробства. Населення займається вирощуванням кукурудзи, проса, арахіса, ямса і бавовни.